# Sarralbe
Sarralbe – miejscowość i gmina we Francji, w regionie Grand Est, w departamencie Mozela.
Według danych na rok 1990 gminę zamieszkiwało 4487 osób, a gęstość zaludnienia wynosiła 164 osób/km² (wśród 2335 gmin Lotaryngii Sarralbe plasuje się na 96. miejscu pod względem liczby ludności, natomiast pod względem powierzchni na miejscu 80.).